# I'm Just a Rock 'n' Roll Singer
I'm Just a Rock 'n' Roll Singer es el tercer álbum de estudio de la banda Lucifer's Friend, publicado en 1973.
A partir de este disco la banda se alejó completamente del rock pesado, dando paso a estilos más populares predominando en él el soul, el funk y conservando el rock, adaptándolo a estos géneros y alcanzando una popularidad considerablemente más alta en Estados Unidos.

## Listado de canciones

### Lado A
| N.º   | Título            | Escritor(es)         | Duración |  |
| 1.    | «Groovin' Stone»  | Lawton, Hesslein     | 5:18     |  |
| 2.    | «Closed Curtains» | Lawton, Hecht, Fendt | 6:00     |  |
| 3.    | «Born On The Run» | Lawton, Horns        | 3:48     |  |
| 4.    | «Blind Freedom»   | Lawton, Hesslein     | 6:24     |  |
| 21:30 |                   |                      |          |  |

### Lado B
| N.º   | Título                 | Escritor(es)     | Duración |  |
| 5.    | «Rock 'n' Roll Singer» | Lawton, Hesslein | 4:15     |  |
| 6.    | «Lonely City Days»     | Lawton, Hesslein | 4:55     |  |
| 7.    | «Mary's Breakdown»     | Lawton, Horns    | 5:51     |  |
| 8.    | «Song For Louie»       | Lawton, Hesslein | 7:14     |  |
| 22:15 |                        |                  |          |  |

## Personal
- John Lawton - Voz
- Peter Hesslein - Guitarra eléctrica, guitarra de doce cuerdas, percusión, coros
- Dieter Horns - Bajo eléctrico, percusión, coros
- Peter Hecht - Órgano, sintetizador Moog, piano Rhodes, mellotron
- Joachim 'Addi' Rietenbach - Batería, percusión

## Otros créditos
Músicos invitados
- Herbert Bornhold - Percusión
- Herb Geller - Saxofón soprano (tema 4)
- Bob Lanese - Trompeta (tema 4)
- The Starlets - Coros

Arte y diseño
- Klaus Witt - Diseño
- Sebastian F.B. Dietrich - Fotografía